# Woźna Góra
Woźna Góra – część wsi Goździelin w Polsce, położona w województwie świętokrzyskim, w powiecie ostrowieckim, w gminie Bodzechów.
W latach 1975–1998 Woźna Dóra administracyjnie należała do województwa kieleckiego.